# Lupinus nubigenus
Lupinus nubigenus là một loài rau đậu thuộc họ Fabaceae. Loài này chỉ có ở Ecuador. Môi trường sống tự nhiên của chúng là đồng cỏ nhiệt đới hoặc cận nhiệt đới vùng đất cao.